# Массовое убийство в школе Кумбы
Массовое убийство в школе Кумбы произошло в октябре 2020 года в Международной двуязычной академии Матери Франциски во время англоязычного кризиса в Кумбе, Камерун.

## Убийство
Около полудня 24 октября 2020 года мужчины в гражданской одежде прибыли на мотоциклах и ворвались в школу. С помощью мачете и огнестрельного оружия они убили семерых детей и ранили еще 13. Некоторые дети также получили ранения, когда выпрыгивали из окон, чтобы спастись. По словам чиновника, все погибшие дети были в возрасте от 12 до 14 лет.
По словам одного из выживших, нападавших было двенадцать, большинство из которых были одеты в военную или полицейскую форму. Местный житель утверждал, что школа регулярно платила сепаратистам в этом районе в обмен на безопасность. Школа не подтвердила этого.

## Преступники
Никто не взял на себя ответственность за нападение. Местные власти обвинили амбазонских сепаратистов, в то время как сепаратисты обвиняли в солнечном камерунскую армию. Камерунское правительство заявило, что бойню совершили около 10 сепаратистских бойцов, выделив «Генерала Транспортера» как ведущую фигуру нападения. Управляющий совет Амбазонии быстро заявил, что располагает доказательствами того, что ответственность за это несёт камерунская армия, в то время как временное правительство Амбазонии провело параллели с резнёй в Нгарбухе. Министр связи Камеруна Рене Сади решительно отрицал, что камерунская армия была в этом замешана. 
Сепаратисты имеют опыт нападений на школы, которые некоторые из них считали законными целями, поскольку французский язык преподается как обязательный предмет. Хотя в течение англоязычного кризиса ученики неоднократно подвергались похищениям и жестокому обращению, а несколько учителей были убиты, нападение на Международную двуязычную академию матери Франциски стало первой школьной бойней, произошедшей во время войны. 

## Международная реакция и последствия
Нападение осудили Генеральный секретарь ООН Антониу Гутерриш и Исполнительный директор ЮНИСЕФ Генриетта Форе. Маттиас З. Нааб, координатор гуманитарной помощи в Камеруне, заявил, что он «шокирован и возмущен убийством невинных школьников, которые посещали школу, чтобы получить образование». Всемирная организация здравоохранения предоставила медицинские принадлежности больницам в этом районе.
28 октября президент Камеруна Поль Бийя объявил, что 31 октября будет днем национального траура, а флаги будут приспущены в течение всего дня.
29 октября Камерун заявил, что армия идентифицировала и убила командира сепаратистов, ответственного за резню, человека, известного как «Вонке». Месяц спустя подозреваемый в убийстве, известный как «Командир Забра», был арестован полицией.
После нескольких месяцев судебных разбирательств, 7 сентября 2021 года, военный трибунал Буэа приговорил четырех человек к смертной казни за их роль в резне.